# Muzeul „Theodor Aman”
Muzeul Theodor Aman se află în București, pe strada C. A. Rosetti. Cuprinde o colecție memorială de pictură, grafică și sculptură, precum și ustensile de lucru și alte obiecte aparținând pictorului și graficianului Theodor Aman (1831-1891).

## Istoric
Muzeul „Theodor Aman” funcționează de la deschiderea sa, în 1908, în locuința pictorului. Casa e o clădire neoclasică construită între 1868 și 1876, cu sculpturi de Karl Storck, și restaurată și consolidată între 2005 și 2010. Este prima casă-atelier de artist din România. De la planurile casei și decorația exterioară (realizată în colaborare cu sculptorul Karl Storck), la decorația interioară: pictura murală, vitralii, decorația pictată aplicată pe uși, stucatura tavanelor, lambriurile din atelier și mobilierul sculptat, toate sunt rezultatul viziunii lui Aman. Planul edificiului imaginat de Aman, se va concretiza într-un proiect, realizat de antreprenorul Fr. Scheller, la indicațiile precise ale artistului. În octombrie 1869 locuința, un adevarat templu al artei, era ridicată. În articularea edificiului său Aman va apela la elemente ale arhitecturii neoclasice și renascentiste, vizibile mai ales pe fațadele nordică și estică, dar și la stilistica neogotică, în decorarea atelierului de pictură, cea mai spectaculoasă încăpere a casei. Aici va trăi și lucra artistul până la sfârșitul vieții, în 1891. Casa a revenit prin testament soției sale. Într-o scrisoare, Ana Aman mărturisea că dorința pictorului a fost ca această casă să devină muzeu. De aici și demersurile pe care ea le va face în acest sens pe lângă Ministerul Cultelor și Instrucțiunii Publice și pe lângă Casa Regală. În 1904 clădirea, colecția de pictură, gravură, instrumentele de lucru, mobilierul, intrau în posesia statului, iar patru ani mai târziu, la 16 iunie 1908, se deschidea oficial Muzeul „Theodor Aman”. Clădirea muzeului este clasată ca monument istoric, cod LMI B-II-m-A-19621.

## Colecțiile muzeului
Colecția muzeului este extrem de variată și deosebit de valoroasă, întrucât constă din lucrări, semnate Aman, în aproape toate genurile și tehnicile artei de șevalet, gravură, artă decorativă și diverse obiecte care i-au aparținut. Expuse în casa artistului alcătuiesc un tot unitar, conservă atmosfera de sfârșit de secol XIX și spațiul în care a trăit și creat primul pictor român modern. Fondul principal îl constituie donația Anei Aman din 1904, sporit ulterior prin alte donații, transferuri sau achiziții, dar și privat, în 1950, de un lot important, ce a contribuit la constituirea Galeriei Naționale.

### Pictura
Muzeul deține 165 de lucrări de pictură în ulei pe pânză sau pe panouri din lemn. Sunt pânze ce urmăresc evoluția artistului din perioada de început a creației, până la lucrările de maturitate. Aman este primul artist român care excelează în abordarea genurilor noi: consacră scena de bătălie și portretul istoric, „atelierul artistului”, ambianța din interiorul sau peisajul imediat al casei sale, reuniunile mondene, scenele de gen în peisaj citadin sau rural (unele adevărate documente de epocă, ce surprind aspecte din cotidianul celei de-a doua jumătăți a secolului al XIX-lea și evoluția modei acelor vremuri), peisajul din anii maturității, nudul, ca gen nou (înaintea lui Nicolae Grigorescu) sau scenele orientale. Toate acestea sunt ilustrate în colecție și probează modernitatea lui Theodor Aman.

### Grafica
Grafica ocupă un loc important în cadrul colecției, în special gravura în acvaforte, tehnică pe care Aman a deprins-o în anii de studii, în capitala Franței și căreia i se va consacra cu perseverență începând cu 1872 până în 1881. Pentru performanțele de excepție în această tehnică este ales membru al Societății Aquafortiștilor de la Paris în 1875. Grație relației cu editorul A. Cadart, care i-a publicat o serie de planșe, cinci plăci de gravură ale lui Aman au intrat în posesia Societății Aquafortiștilor. Planșe ale lui Aman vor figura și în publicația societății, „L’Illustration nouvelle”. În inventarul din 1904 erau înregistrate 53 de aquaforte încadrate, cărora li se vor adăuga alte donații ale Anei Aman și exemplare din tirajele postume Fisher Galați, Adrian Maniu – Mișu Teișanu sau Alexandru Moscu, unele transferuri și achiziții, astfel că în prezent din colecție fac parte 298 de gravuri. Muzeul păstrează și cele 43 de plăci de gravură pe care Ana Aman le-a donat în 1904. În ceea ce privește acuarela, relativ slab reprezentată în colecție, însă doar sub aspect cantitativ (33 de lucrări), tratează teme diverse, unele inedite, altele prezente și în pictură, gravură sau desen. 

### Sculptura
Cu excepția unui bust al Pepicăi Aman, al bustului lui Mihai Viteazul și al unui cap de femeie modelat în ceară sau plastilină, sculptura ține mai mult de latura decorativă și se regăsește la piesele de mobilier, care în inventarul din 1904 figurau astfel:
„1. Un dulap de stejar în stil gotic (sculptat 1865); 2. Un dulap mai mic cu două base-reliefuri reprezentând sculptura și pictura; 3. Un dulap pe patru piciore cu încuetura secretă cu base-reliefuri reprezentând două femei nude; 4. O masă de stejar sculptată și gravată. Pe față sunt cioplite nouă chipuri de voievodi naționali; 5. O cutie pentru lemne (cu figuri alegorice); 6. Dulap de haine. Amor și Psyhia sculptați pe față; 7. Un lavabou cu oglindă și sculpturi; 8. Cadrul unui ceasornic; 9. Două uși cu două canaturi. Pe care sunt ciopliți Titien, Rembrandt, Veronese și Raphael”.
Ustensilele de lucru – presa pentru gravură adusă de la Paris în 1872, bancuri de lucru, dăltițe, ace de gravură, palete, cutii și bastoane de pictură, pensule, mojare, sticluțe – conferă un plus de autenticitate atmosferei atelierului de pictură și gravură. În bibliotecă, concepută și scuptată de către Aman, se păstrează o parte din cărțile artistului, cele pe care doamna Aman le lăsa în casă în 1904. Câteva piese de costum oriental (șalvari, mantale și papuci de cadână, fes), ii și catrințe oltenești, panoplia cu arme (puști și pistoale orientale cu intarsii de alamă, fildeș sau sidef), vase românești sau orientale, ciubuce, narghilea, ce figurează și astăzi în patrimoniul muzeului, erau folosite de către Aman ca material de lucru și pot fi recunoscute în pânzele lui. Alături de alte obiecte personale, toate alcătuiesc colecția de peste o mie de piese a muzeului.
Sculpturile de pe fațada muzeului — fosta casă a pictorului Theodor Aman — sunt lucrate chiar de artist și îi înfățișează pe Michelangelo și pe Leonardo. În sălile muzeului sunt expuse lucrări ale lui Aman: portrete, tablouri istorice, gravuri, mobile sculptate de artist.

## Galerie

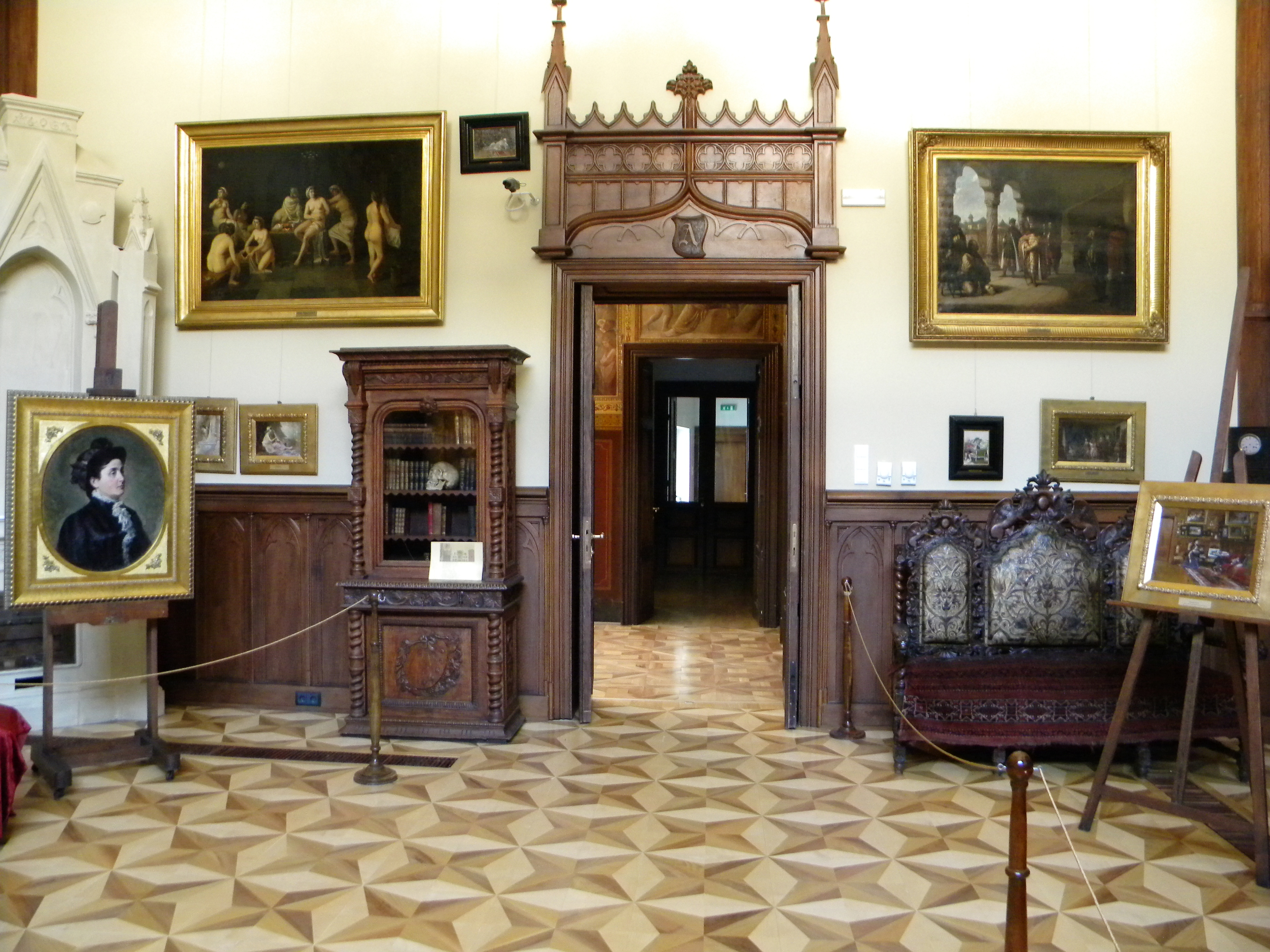
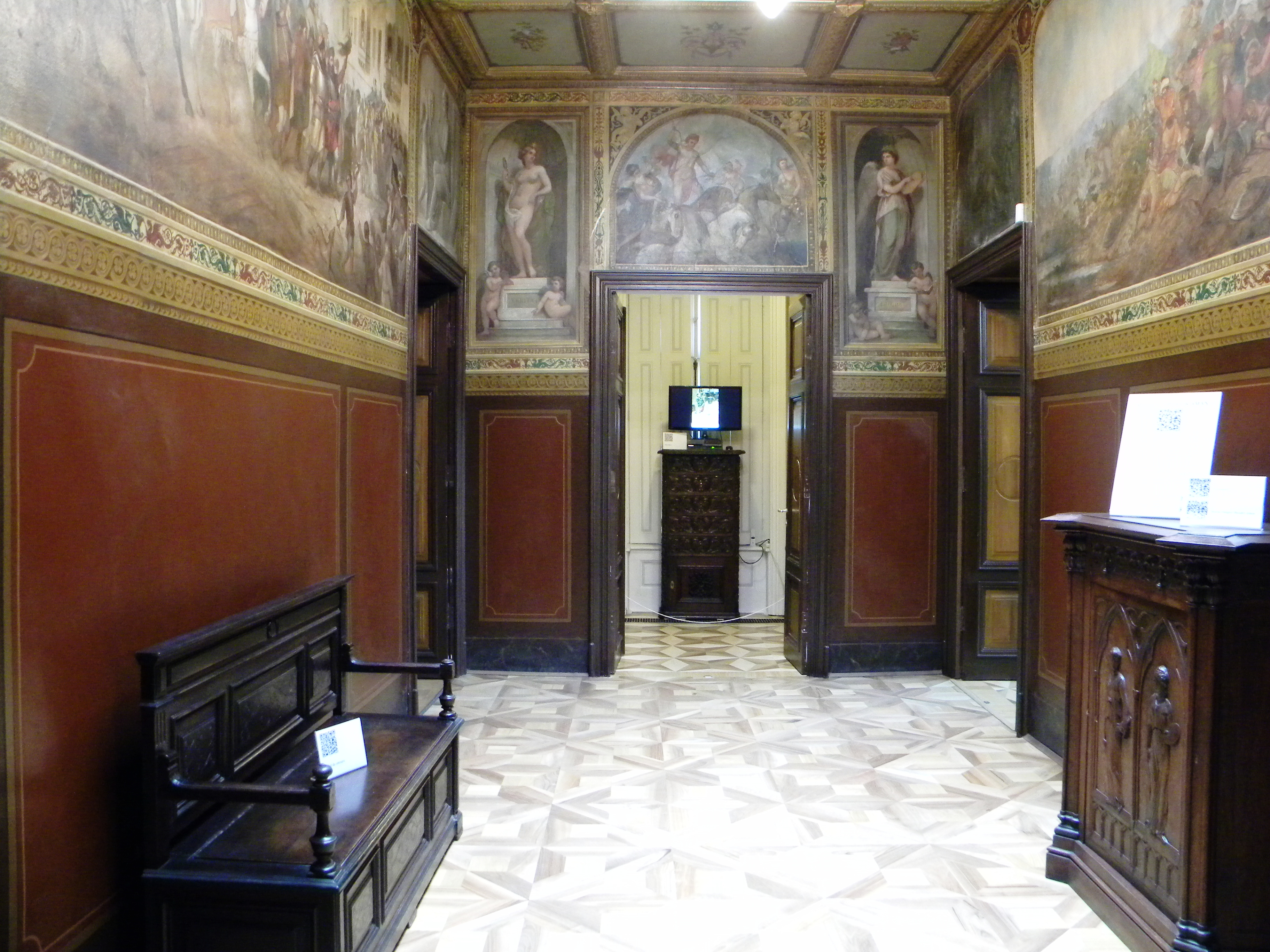
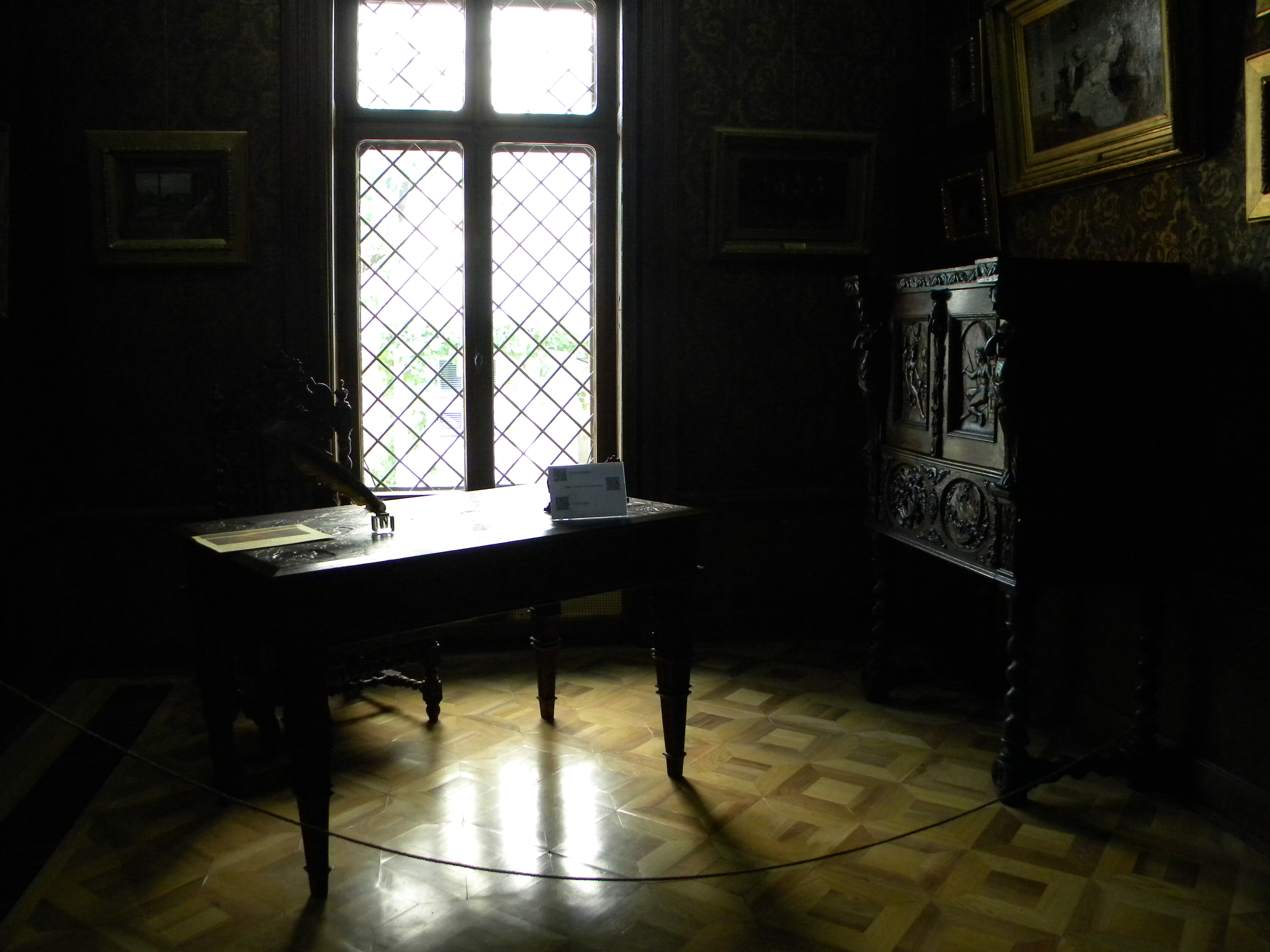
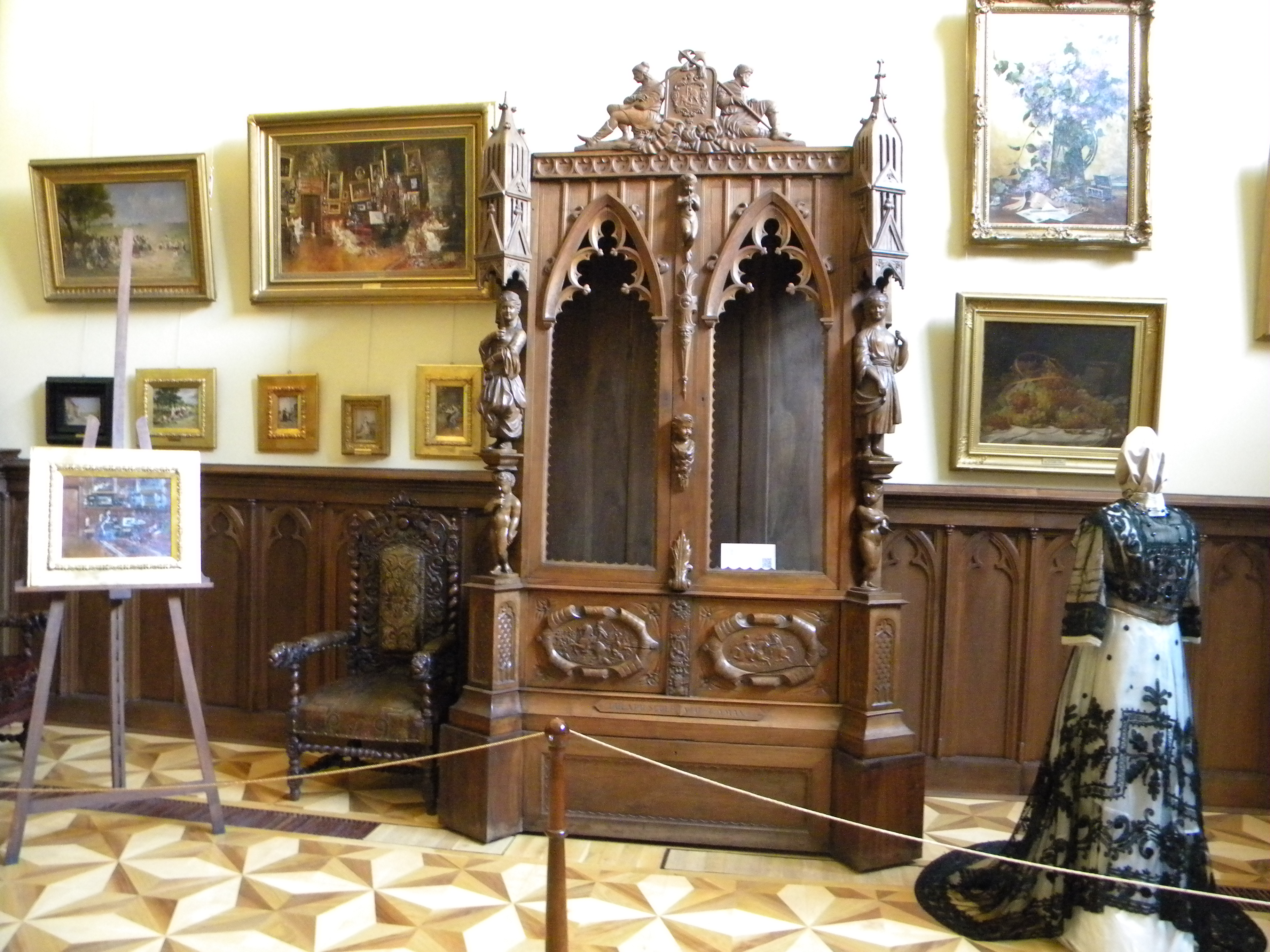
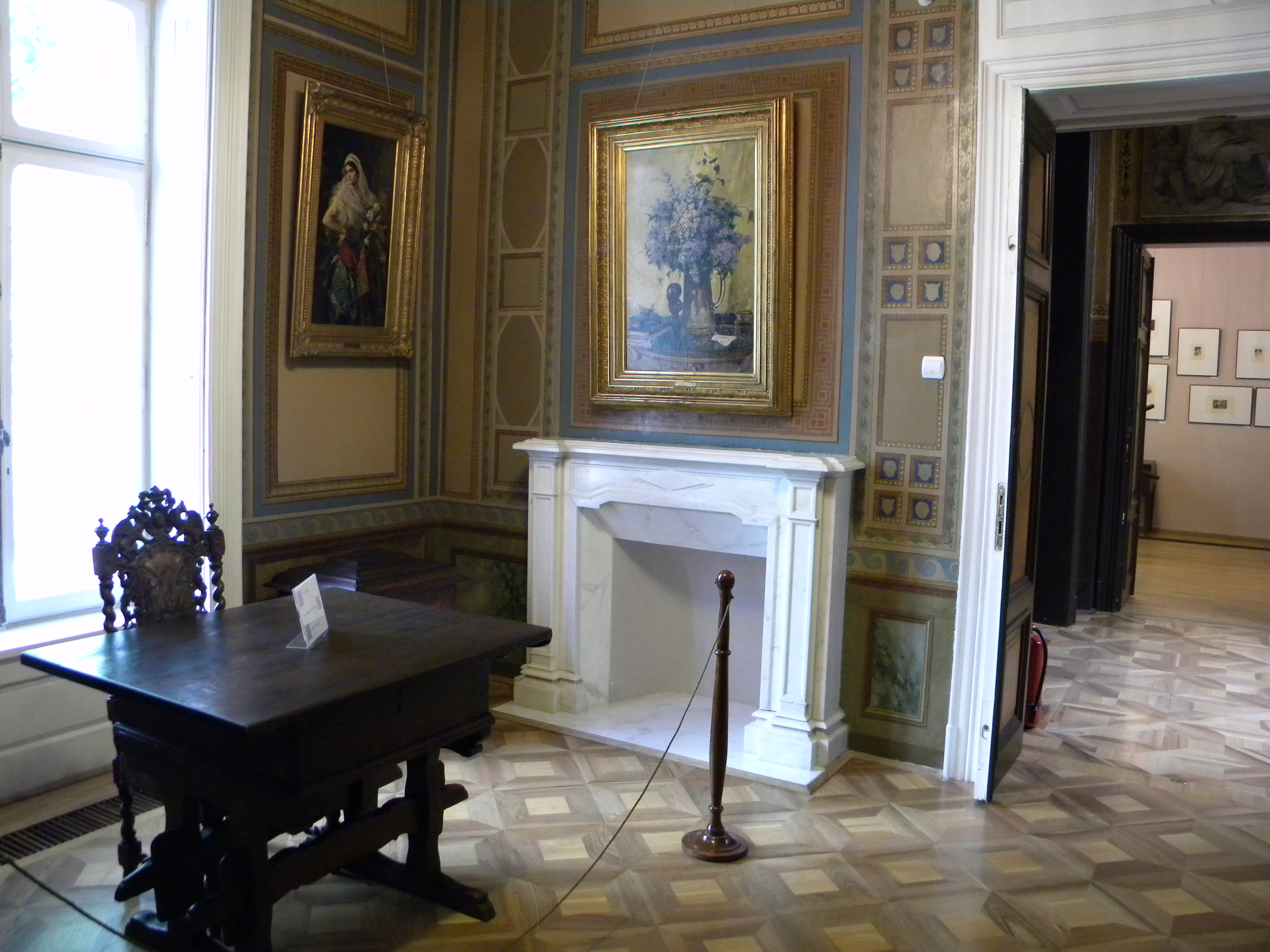